# Sovětský fotbalový pohár
Sovětský fotbalový pohár (rusky: Кубок СССР по футболу) byla fotbalová pohárová vyřazovací soutěž v Sovětském svazu. Soutěž byla založena v roce 1936, zanikla v roce 1991 po rozpadu Sovětského svazu.
Nejúspěšnějším týmem byl s deseti prvenstvími klub Spartak Moskva.

## Nejlepší kluby v historii - podle počtu vítězství
Zdroj: 
| Přehled vítězů       |        |                                                            |
| Klub                 | Tituly | Vítězné ročníky                                            |
| Spartak Moskva       | 10     | 1938, 1939, 1946, 1947, 1950, 1958, 1963, 1965, 1971, 1992 |
| Dynamo Kyjev         | 9      | 1954, 1964, 1966, 1974, 1978, 1982, 1985, 1987, 1990       |
| Dynamo Moskva        | 6      | 1937, 1953, 1967, 1970, 1977, 1984                         |
| Torpedo Moskva       | 6      | 1949, 1952, 1960, 1968, 1972, 1986                         |
| CSKA Moskva          | 5      | 1945, 1948, 1951, 1955, 1991                               |
| Šachtar Doněck       | 4      | 1961, 1962, 1980, 1983                                     |
| Lokomotiv Moskva     | 2      | 1936, 1957                                                 |
| Ararat Jerevan       | 2      | 1973, 1975                                                 |
| Dinamo Tbilisi       | 2      | 1976, 1979                                                 |
| Zenit Leningrad      | 1      | 1944                                                       |
| Karpaty Lvov         | 1      | 1969                                                       |
| SKA Rostov na Donu   | 1      | 1981                                                       |
| Metalist Charkov     | 1      | 1988                                                       |
| Dněpr Dněpropetrovsk | 1      | 1989                                                       |